# Trichogramma marandobai
Trichogramma marandobai is een vliesvleugelig insect uit de familie Trichogrammatidae. De wetenschappelijke naam is voor het eerst geldig gepubliceerd in 1986 door Brun, Gomez de Moraes & Soares.